# Gniła (wieś)
Gniła – wieś w Polsce położona w województwie podlaskim, w powiecie białostockim, w gminie Dobrzyniewo Duże.
Wieś królewska w starostwie knyszyńskim w ziemi bielskiej województwa podlaskiego w 1795 roku. W latach 1975–1998 miejscowość administracyjnie należała do województwa białostockiego.
W roku 1676 Gniła liczyła zaledwie 12 dorosłych osób.
W wyniku III rozbioru Polski (1795), ziemie te znalazły się w zaborze pruskim, zaś w 1807 r. na mocy układu w Tylży, Napoleon przekazał je Rosji.
Pierwotna nazwa miejscowości – Hryła – wywodzi się od sprowadzonych przed rokiem 1519 przez Mikołaja Radziwiłła z Hryniewicz k. Bielska Pdlaskiego bojarów Hryniów. Śladem ich bytności zostały nazwy pól: Hryniewicze Wielkie i Hryniewicze Małe oraz Bahenek, czyli bagienko. Później Hryniowie sprowadzili na nadane im ziemie Malinowskich, którzy pobudowali swoje domy we wschodniej części dzisiejszej Gniłej i założyli wieś Malinowo. Przez wiele lat były to odrębne wsie, które ostatecznie połączyły się przyjmując nazwę Gniła. Nazwę wieś wzięła od przepływającego przez osadę cieku wodnego Gniła, wydzielającego nieprzyjemną woń od gnijących w niej szczątków roślin. Niekiedy używano nazwy Hryła – od Hrynia, a w 1580 r. – Czajki, z racji na gnieżdżące się tu ptactwo błotne. Ostatecznie wsie parafii dobrzyniewskiej i Gniłą założono w latach 1554–1559 w ramach tzw. Pomiary Włócznej, kiedy to Gniła otrzymała 20 włók ziemi.
Za panowania króla Stanisława Augusta Poniatowskiego (1764 -1795) Gniłą nazywano Malinowem. Ta nazwa utrzymała się jeszcze w czasie zaboru pruskiego, który trwał zaledwie 12 lat. Po zaborze pruskim, od roku 1807 wieś ponownie nazwano Gniłą i po dzisiejsze czasy tak zostało.
Wierni kościoła rzymskokatolickiego należą do parafii Miłosierdzia Bożego w Pogorzałkach.